# Nectandra obtusata
Nectandra obtusata är en lagerväxtart som beskrevs av J.G. Rohwer. Nectandra obtusata ingår i släktet Nectandra och familjen lagerväxter. Inga underarter finns listade i Catalogue of Life.